# Microtegeus cervus
Microtegeus cervus är en kvalsterart som beskrevs av Sandór Mahunka 1983. Microtegeus cervus ingår i släktet Microtegeus och familjen Microtegeidae. Inga underarter finns listade i Catalogue of Life.